# 4 Skrzydło Lotnictwa Szkolnego

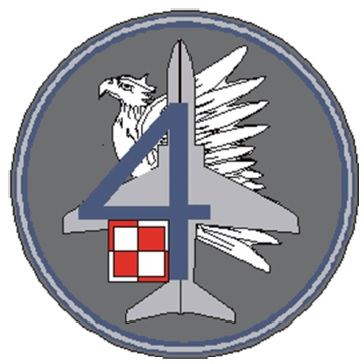
Oznaka rozpoznawcza 4 SLSz

4 Skrzydło Lotnictwa Szkolnego im. gen. bryg. pil. Witolda Urbanowicza (4 SLSz) – związek taktyczny Sił Powietrznych Rzeczypospolitej Polskiej.
14 października 2008 roku w Wyższej Szkole Oficerskiej Sił Powietrznych w Dęblinie odbył się uroczysty apel z okazji sformowania 4 Skrzydła Lotnictwa Szkolnego.
31 grudnia 2009 wprowadzono odznakę pamiątkową 4. Skrzydła Lotnictwa Szkolnego.
Od 27 stycznia 2011 roku jednostka nosi imię patrona – gen. bryg. pil. Witolda Urbanowicza.
18 kwietnia 2011 wprowadzono oznakę rozpoznawczą 4. Skrzydła Lotnictwa Szkolnego.

## Formowanie i zmiany organizacyjne
Na mocy decyzji ministra obrony narodowej nr 47 z 5 sierpnia 2008 roku sformowano dowództwo 4 Skrzydła Lotnictwa Szkolnego. Do 17 grudnia 2008 roku w jego struktury włączono 1 Ośrodek Szkolenia Lotniczego w Dęblinie, 2 Ośrodek Szkolenia Lotniczego w Radomiu, Centrum Szkolenia Inżynieryjno-Lotniczego w Dęblinie, 6 Bazę Lotniczą w Dęblinie oraz 1 Komendę Lotniska w Radomiu. W wyniku reformy struktur dowodzenia od 1 stycznia 2014 roku skrzydło podlega Dowództwu Generalnych Rodzajów Sił Zbrojnych.

## Struktura organizacyjna
- Dowództwo 4 Skrzydła Lotnictwa Szkolnego w Dęblinie (JW 4461)
- 41 Baza Lotnictwa Szkolnego im. mjr pil. Eugeniusza Horbaczewskiego „Dziubka” w Dęblinie (JW 4929)
- 42 Baza Lotnictwa Szkolnego im. kpt. pil. Franciszka Żwirki i inż. Stanisława Wigury w Radomiu (JW 4938)
- Ośrodek Szkolenia Wysokościowo - Ratowniczego i Spadochronowego w Poznaniu – Krzesinach

## Dowódcy
- gen. bryg. pil. Tomasz Drewniak – od 14 października 2008 do 15 marca 2013
- gen. bryg. pil. Marian Jeleniewski – od 15 marca 2013 do 3 listopada 2015
- płk dypl. pil. Cezary Wiśniewski – od 3 listopada 2015 do 19 lutego 2016
- cz. p.o. płk dypl. pil. Jerzy Chojnowski – od 19 lutego 2016 do 9 maja 2016
- gen. bryg. pil. Wojciech Pikuła – od 9 maja 2016 do 1 grudnia 2020
- gen. bryg. pil. dr inż. Grzegorz Ślusarz – od 1 grudnia 2020 do 25 października 2024[7]
- gen. bryg. pil. dr inż. Waldemar Gołębiowski - od 25 października 2024[7]